# Clara Sanchez
|  | No confondre amb Clara Sánchez, escriptora i professora espanyola |

Clara Sanchez o Clara Henriette (nom de casada) (Lo Martegue, 20 de setembre de 1983) és una ciclista francesa especialista en la modalitat de pista concretament en les proves de keirin i de velocitat per equips. Ha obtingut diverses medalles als Campionats del Món, entre elles dues d'or el 2004 i 2005.
Va guanyar 6 medalles al Campionat del Món de Ciclisme en Pista entre els anys 2002 i 2011, i dues medalles al Campionat Europeu de Ciclisme en Pista, or el 2010 i plata el 2011.
També va participar en dos Jocs Olímpics d'Estiu, ocupant el cinquè lloc a Pequín 2008 a la prova de velocitat individual i el quart lloc a Londres 2012.
El 2010 es va casar amb el també ciclista Didier Henriette.

## Palmarès[3]
- 2001
  -  Campiona d'Europa júnior en Velocitat
- 2003
  -  Campiona de França en Velocitat
  -  Campiona de França de 500 metres contrarellotge
- 2004
  -  Campiona del món en Persecució
  -  Campiona d'Europa sub-23 en Keirin
  -  Campiona de França en Velocitat
  -  Campiona de França de 500 metres contrarellotge
- 2005
  -  Campiona del món en Persecució
  -  Campiona de França en Velocitat
- 2006
  -  Campiona de França en Velocitat
  -  Campiona de França de 500 metres contrarellotge
- 2007
  -  Campiona de França en Velocitat
- 2008
  -  Campiona de França en Velocitat
- 2009
  -  Campiona de França en Velocitat
- 2010
  -  Campiona d'Europa en Velocitat per equips (amb Sandie Clair)
  -  Campiona de França en Velocitat
  -  Campiona de França en Scratch
- 2011
  -  Campiona de França en Velocitat
  -  Campiona de França en Scratch
- 2012
  -  Campiona de França en Velocitat

### Resultats a laCopa del Món
- 2005-2006
  - 1a a Manchester i Los Angeles, en Keirin
- 2008-2009
  - 1a a Cali, en Velocitat per equips
  - 1a a Copenhaguen, en Keirin
- 2010-2011
  - 1a a la Classificació general i a la prova de Pequín, en Keirin
- 2011-2012
  - 1a a Astanà, en Keirin